# Lợi Bác
Lợi Bác là một xã thuộc tỉnh Lạng Sơn, Việt Nam.
Xã Lợi Bác có diện tích 74,71 km², dân số năm 1999 là 2.518 người, mật độ dân số đạt 34 người/km².
Theo thống kê năm 2019, xã Lợi Bác có diện tích 74,71 km², dân số là 2.668 người, mật độ dân số đạt 36 người/km².